# Idaea sardinia
Idaea sardinia är en fjärilsart som beskrevs av Vorbrodt. Idaea sardinia ingår i släktet Idaea och familjen mätare. Inga underarter finns listade i Catalogue of Life.